# Zaraza (serial telewizyjny)

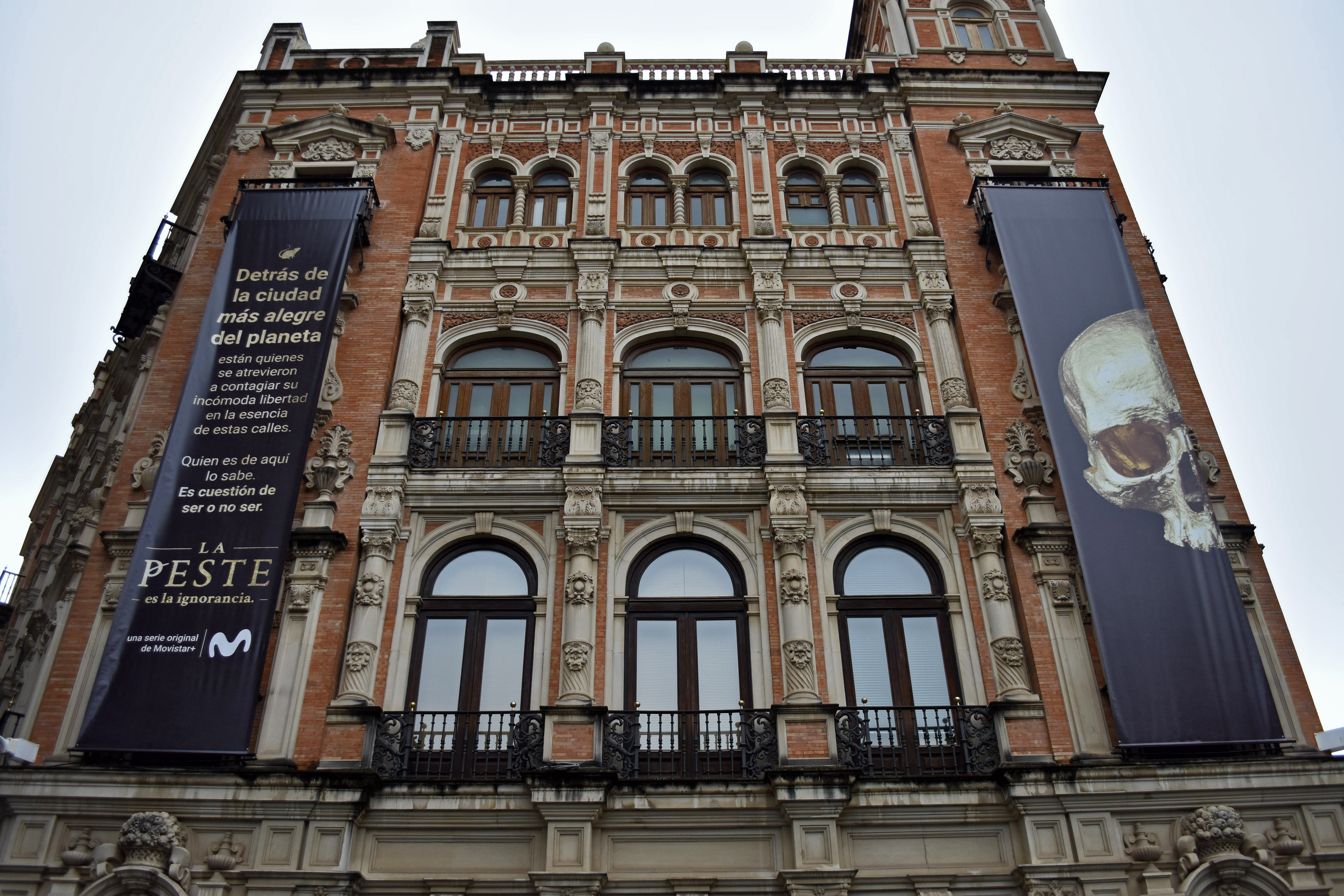
Edificio de Telefónica en la Plaza Nueva de Sevilla z reklamą serialu Zaraza.

Zaraza (hiszp. La peste) – hiszpański miniserial telewizyjny z lat 2018–2019 w reżyserii m.in. Alberta Rodrígueza. Liczy 12 odcinków. Zdjęcia kręcono w Sewilli, Carmonie, Coria del Río, a także Garrovillas de Alconétar i Trujillo (prowincja Cáceres)

## Wersja polska
W Polsce serial był emitowany po raz pierwszy w niedzielę 25 lutego 2018 roku na kanale Epic Drama.

## Obsada
- Pablo Molinero jako Mateo Núñez
- Sergio Castellanos jako Valerio Huertas
- Paco León jako Luis de Zúñiga
- Manolo Solo jako Celso de Guevara
- Javier Botet
- Jesús Carroza
- Tomás del Estal jako Nicolás Monardes
- Antonio Gil
- Cecilia Gómez jako Eugenia
- Lupe del Junco jako Leandra
- Patricia López Arnaiz jako Teresa Pinelo
- Nya de la Rubia jako Carmen
- Paco Tous
- Victor Quintero jako Quintero
- Miko Jarry jako Alejandro Dresdener
- Óscar Corrales
- Carlo D’Ursi jako Enzo
- Ignacio Herráez
- Alejandro López Estacio jako Carmona
- Alejandro Pantany jako guarda de Teresa

## Spis odcinków
Sezon 1
| Nr odcinka | Premiera odcinka | Premiera odcinka | Polski tytuł | Hiszpański tytuł |  |
| Nr odcinka | w Hiszpanii      | w Polsce         | Polski tytuł | Hiszpański tytuł |  |
| ---------- | ---------------- | ---------------- | ------------ | ---------------- |  |
|            |                  |                  |              |                  |  |
| 1.         | 12 stycznia 2018 | 25 lutego 2018   | Słowo        | La palabra       |  |
|            |                  |                  |              |                  |  |
| 2.         |                  | 4 marca 2018     | Pakt         | El pacto         |  |
|            |                  |                  |              |                  |  |
| 3.         |                  | 11 marca 2018    | Żniwa        | El impresor      |  |
|            |                  |                  |              |                  |  |
| 4.         |                  | 18 marca 2018    | Niewolnik    | El esclavo       |  |
|            |                  |                  |              |                  |  |
| 5.         |                  | 25 marca 2018    | Syn          | El hijo          |  |
|            |                  |                  |              |                  |  |
| 6.         |                  | 1 kwietnia 2018  | Nowy świat   | El nuevo mundo   |  |
|            |                  |                  |              |                  |  |

Sezon 2
| Nr odcinka | Premiera odcinka  | Premiera odcinka | Polski tytuł | Hiszpański tytuł |  |
| Nr odcinka | w Hiszpanii       | w Polsce         | Polski tytuł | Hiszpański tytuł |  |
| ---------- | ----------------- | ---------------- | ------------ | ---------------- |  |
|            |                   |                  |              |                  |  |
| 7.         | 15 listopada 2019 |                  |              | El nuevo mundo   |  |
|            |                   |                  |              |                  |  |
| 8.         |                   |                  |              | Escalante        |  |
|            |                   |                  |              |                  |  |
| 9.         |                   |                  |              | Pontecorvo       |  |
|            |                   |                  |              |                  |  |
| 10.        |                   |                  |              | Eugenia          |  |
|            |                   |                  |              |                  |  |
| 11.        |                   |                  |              | Conrado          |  |
|            |                   |                  |              |                  |  |
| 12.        |                   |                  |              | El viejo mundo   |  |
|            |                   |                  |              |                  |  |